# Xã Cherry Valley, Quận Carroll, Missouri
Xã Cherry Valley (tiếng Anh: Cherry Valley Township) là một xã thuộc quận Carroll, tiểu bang Missouri, Hoa Kỳ. Năm 2010, dân số của xã này là 23 người.